# Anders Wechel
Anders Wechel, född omkring 1590 i Frankfurt am Main, död 1637 i Stockholm, var en svensk generalpostmästare och bokmålare.
Wechel var vid början av 1630-talet svensk postmästare i Leipzig. Vid sidan av sin posttjänst var han verksam som svensk kunskapare inom militära och politiska händelser i Tyskland som han sammanställde i veckorapporter till den svenska regeringen. På uppdrag från Sverige utgav han flera tyskspråkiga tidningar med nyheter och propagandaartiklar avsedda för de svenska trupperna. Den svenska regeringen ville skapa en helt oberoende svensk posthantering i trettioåriga krigets Tyskland och senare blev Wechel även postmästare vid det svenska postkontoret i Hamburg ett ämbete som han innehade till och med 1635. På anmodan av Axel Oxenstierna flyttade han till Sverige för att organisera det svenska postväsendet. Han utnämndes till generalpostmästare och blev Postverkets första chef 1636. När det svenska postverket inrättades 1636 överlämnades den direkta ledningen till Anders Wechel. Han skulle från sin bostad i Stockholm ordna och leda det nyinrättade postverket. Anders Wechel fick endast inneha chefskapet ett år, han avled redan 1637 och efterträddes av sin änka Gese Wechel som skötte befattningen fram till 1642. Under sitt sista levnadsår var Wechel vid sidan av postverksamheten sysselsatt med att på pergament pränta en 600-sidor tjock bönebok i kalligrafisk skönskrift med egenhändigt utförda illustrationer av hög klass.